# Förstakammarvalet i Sverige 1881
Förstakammarvalet i Sverige 1881 var ett val i Sverige. Valet utfördes av landstingen och i de städer som inte hade något landsting utfördes valet av stadsfullmäktige. 1881 fanns det totalt 645 valmän, varav 640 deltog i valet.
I halva Västernorrlands läns valkrets ägde valet rum den 10 januari. I Uppsala läns valkrets, Södermanlands läns valkrets, Göteborgs och Bohusläns valkrets, Skaraborgs läns valkrets, Örebro läns valkrets och Gävleborgs läns valkrets ägde valet rum den 20 september. I Jönköpings läns valkrets, Kronobergs läns valkrets, Hallands läns valkrets, andra halvan av Västernorrlands läns valkrets och Norrbottens läns valkrets ägde valet rum den 21 september. I Kopparbergs läns valkrets ägde valet rum den 27 september. I Kalmar läns södra valkrets ägde valet rum den 28 september och i Blekinge läns valkrets ägde valet rum den 29 september.

## Invalda riksdagsmän
Uppsala läns valkrets:
- Edvard Casparsson

Södermanlands läns valkrets:
- Carl Fredrik Wachtmeister

Jönköpings läns valkrets:
- Thor Ekenman

Kronobergs läns valkrets:
- Claes Cederström

Kalmar läns södra valkrets:
- Carl Axel Mannerskantz
- Leonard Dahm
- Arvid Posse

Blekinge läns valkrets:
- Wilhelm Lindahl

Hallands läns valkrets:
- Carl Hammar

Göteborgs och Bohusläns valkrets:
- Wilhelm Dufwa

Skaraborgs läns valkrets:
- Anders Larsson

Örebro läns valkrets:
- Axel Bergström

Kopparbergs läns valkrets:
- Emil Königsfeldt

Gävleborgs läns valkrets:
- F. F. Carlson

Västernorrlands läns valkrets:
- Jonas Widén
- Fredrik Burman

Norrbottens läns valkrets:
- Henrik Adolf Widmark